# Kill Em with Kindness
«Kill 'Em with Kindness» —en español: Mátalos con amabilidad— es una canción de la cantante estadounidense Selena Gomez, perteneciente a su segundo álbum de estudio Revival, lanzado el 9 de octubre de 2015. La canción fue lanzada como el cuarto sencillo del álbum. La canción es un mensaje para todas las personas que la odian, pero Gomez los afronta de una manera gentil y amable.
Gomez reveló de forma inesperada el siguiente sencillo de Revival en una entrevista con el 97.5 de FM el 28 de marzo. "He estado en el estudio en el momento en que ya están trabajando en cosas nuevas", dijo la joven de 23 años. "No puedo esperar para celebrar Revival, pero ha sido divertido por sentir como si ya me estoy moviendo hacia otras cosas, pero 'Kill 'Em with Kidness' es mi canción favorita líricamente pongo en el expediente y definitivamente no puedo esperar para poder tener una historia".
En el 2017 se lanzó una nueva versión (Acústica), en el cual forma parte de la banda sonora de la serie de Netflix 13 Reasons Why, donde Gomez es productora.

## Promoción

### Vídeo musical
La cantante publicó a través de su cuenta de Instagram que el vídeo oficial de «Kill Em with Kindness» saldría el lunes 6 de junio de 2016 en la plataforma de vídeos Vevo. En las primeras 24 horas el vídeo obtuvo 2.8 millones de visitas, lo cual fue su segundo vídeo de la era Revival con mayor número de visitas en su primer día, después de «Good for You»

### Presentaciones en vivo
- iHeart Radio KIIS-FM Jingle Ball 2015 (diciembre de 2015)
- We Day (abril de 2016)
- Revival Tour (mayo-agosto de 2016)
- The Late Late Show with James Corden (Carpool Karaoke) (junio de 2020-2016)

## Posicionamiento en listas

### Semanales
| País              | Lista                          | Mejor posición |      |
| 2016              | 2016                           | 2016           | 2016 |
| ----------------- | ------------------------------ | -------------- | ---- |
| Alemania          | German Singles Chart           | 39             |      |
| Australia         | Australian Singles Chart       | 33             |      |
| Austria           | Ö3 Austria Top 75              | 32             |      |
| Bélgica (Flandes) | Ultratop 100                   | 20             |      |
| Bélgica (Valonia) | Ultratop 50                    | 2              |      |
| Canadá            | Canadian Hot 100               | 14             |      |
| Dinamarca         | Tracklisten                    | 30             |      |
| Escocia           | Scottish Singles Chart Top 100 | 23             |      |
| Eslovaquia        | Singles Digital Top 100        | 16             |      |
| Estados Unidos    | Billboard Hot 100              | 39             |      |
| Estados Unidos    | Mainstream Top 40 (Billboard)  | 15             |      |
| Finlandia         | Suomen virallinen lista        | 17             |      |
| Francia           | SNEP                           | 109            |      |
| Irlanda           | Irish Singles Chart            | 24             |      |
| Hungría           | Rádiós Top 40                  | 7              |      |
| Hungría           | Single Top 40                  | 10             |      |
| Italia            | Top Digital Download           | 37             |      |
| Letonia           | Latvijas Top 40                | 19             |      |
| Líbano            | Lebanese Top 20                | 13             |      |
| Noruega           | VG-lista                       | 33             |      |
| Nueva Zelanda     | New Zealand Singles Chart      | 28             |      |
| Países Bajos      | Single Top 100                 | 36             |      |
| Polonia           | Polish Airplay Top 100         | 1              |      |
| Portugal          | AFP                            | 27             |      |
| Reino Unido       | Official Singles Chart Top 100 | 35             |      |
| República Checa   | Singles Digital Top 100        | 13             |      |
| Suecia            | Sverigetopplistan              | 34             |      |
| Suiza             | Swiss Single Chart             | 18             |      |

## Información deBillboard
En la lista Billboard Hot 100 (Estados Unidos), «Kill Em with Kindness» consiguió su mejor posición con el n.º. 39.
Primero posicionándose en el 52 luego en la posición 42 y luego subir al 39 y llegar al top 40.

## Certificaciones
| País           | Organismo certificador | Certificación | Ventas certificadas | Ref.  |
| -------------- | ---------------------- | ------------- | ------------------- | ----- |
| Australia      | ARIA                   | Platino       | 70 000              |       |
| Brasil         | ABPD                   | Diamante      | 160 000             | [ 4 ] |
| Dinamarca      | IFPI                   | Oro           | 30.000              |       |
| Italia         | FIMI                   | Platino       | 50.000              |       |
| Estados Unidos | RIAA                   | Platino       | 1.000.000           |       |
| Polonia        | ZPAV                   | Diamante      | 100.000             |       |
| Suecia         | IFPI                   | Platino       | 40 000              |       |
| Reino Unido    | BPI                    | Oro           | 400 000             |       |

## Premios y nominaciones
| año  | Premio                 | Nominación             | Resultado |
| ---- | ---------------------- | ---------------------- | --------- |
| 2016 | MTV Video Music Awards | Mejor video del verano | Nominado  |